# Alin Bănceu
Alin Gheorghe Bănceu (Mediaș, 30 dicembre 1973) è un ex calciatore rumeno, di ruolo difensore.